# 辛克莱 (怀俄明州)
辛克莱（英語：Sinclair），是美国怀俄明州卡本县（Carbon）下属的一座城市。该市的人口在2000年为423人，2010年有433，2011年则估计有431人。